# La-Pazkrombekbladspeurder
De La-Pazkrombekbladspeurder (Syndactyla striata) is een zangvogel uit de familie Furnariidae (ovenvogels).

## Verspreiding en leefgebied
Deze soort is endemisch in westelijk en centraal Bolivia.

## Status
De grootte van de populatie is in 2008 geschat op 50.000-100.000 volwassen vogels. Op de Rode lijst van de IUCN heeft deze soort de status niet bedreigd.